# Khilchipur
Khilchipur è una suddivisione dell'India, classificata come nagar panchayat, di 15.321 abitanti, situata nel distretto di Rajgarh, nello stato federato del Madhya Pradesh. In base al numero di abitanti la città rientra nella classe IV (da 10.000 a 19.999 persone).

## Geografia fisica
La città è situata a 24° 1' 60 N e 76° 34' 0 E e ha un'altitudine di 393 m s.l.m..

## Società

### Evoluzione demografica
Al censimento del 2001 la popolazione di Khilchipur assommava a 15.321 persone, delle quali 7.846 maschi e 7.475 femmine. I bambini di età inferiore o uguale ai sei anni assommavano a 2.476, dei quali 1.242 maschi e 1.234 femmine. Infine, coloro che erano in grado di saper almeno leggere e scrivere erano 9.403, dei quali 5.617 maschi e 3.786 femmine.